# Никельберг, Марк Лазаревич
Марк (Михаил) Лазаревич Никельберг (28 июля (10 августа) 1907 — 12 ноября 1985) — советский актер. Заслуженный артист РСФСР (1966).

## Биография
Родился в Полтаве. В 1928—1929 годах учился в Студии имени Юрьева при Ленинградском театре драмы. С 1929 по 1985 год — актёр Ленинградского академического театра драмы имени А. С. Пушкина.
Снимался в фильмах киностудии Ленфильм и Киностудии им. Горького. Известен исполнением роли одного из большевистских вождей, градоначальника Петрограда Григория Зиновьева в кинолентах 1950-1960-х годов.

### Ленинградский академический театр драмы им. А. С. Пушкина
- 1946 — «Победители» Б. Ф. Чирскова. Постановка В. П. Кожича — Начальник штаба 21 армии
- 1950 — «Победители ночи» И. Штока — Чиколёв
- 1977 — «Приглашение к жизни» по роману Л. М. Леонова «Русский лес» — профессор Чик
- 1977 — «Пока бьётся сердце» Д. Я. Храбровицкого — Кудряшёв

## Фильмография
- 1956 — Разные судьбы — друг Рощина
- 1958 — В дни Октября — Григорий Зиновьев
- 1963 — Синяя тетрадь — Григорий Зиновьев
- 1965 — Друзья и годы — отец Григория
- 1968 — Интервенция — ограбленный
- 1971 — Прощание с Петербургом — репортёр
- 1973 — Здесь наш дом — Геннадий Алексеевич
- 1980 — Я — актриса — антепренёр
- 1981 — Приглашение к жизни — профессор Чик
- 1984 — И вот пришёл Бумбо…